# ドレイク・メイ
ドレイク・リー ・メイ（Drake Lee Maye, 2002年8月30日 - ）は、アメリカ合衆国ノースカロライナ州シャーロット出身のプロアメリカンフットボール選手。NFLのニューイングランド・ペイトリオッツに所属している。ポジションはクォーターバック。

## 経歴

### カレッジ
高校時代は4つ星評価を受け、アラバマ大学へ進学予定だったが、これを撤回してノースカロライナ大学へ進学した。
1年目の2021年シーズンはNCAAのレッドシャツ制度の対象となったため、4試合の出場に留まった。2学年上で先発を務めていたサム・ハウエルが欠場したウォフォード大学戦では98パス獲得ヤードを記録した。
ハウエルが2022年のNFLドラフトで指名されてチームを去り、2022年シーズンから先発を務めた。このシーズンはエースとして4,321パス獲得ヤードを記録し、ミッチェル・トゥルビスキーが保持していた同大学のシーズン最多パス獲得ヤード記録を更新。また、クォーターバックながらチーム最多となる698ラン獲得ヤードを記録した。これらの活躍からACCの最優秀選手賞を受賞し、ハイズマン賞の投票では10位だった。
| シーズン | 試合 | 試合 | 試合   | パス | パス | パス | パス  | パス | パス | パス | パス  | ラン | ラン  | ラン | ラン | ラン |
| シーズン | GP   | GS   | Record | Comp | Att  | Pct  | Yards | Avg  | TD   | Int  | Rate  | Att  | Yards | Avg  | TD   |      |
| -------- | ---- | ---- | ------ | ---- | ---- | ---- | ----- | ---- | ---- | ---- | ----- | ---- | ----- | ---- | ---- | ---- |
| 2021     | 4    | 0    | 0–0    | 7    | 10   | 70.0 | 89    | 8.9  | 1    | 0    | 177.8 | 6    | 62    | 10.3 | 0    |      |
| 2022     | 14   | 14   | 9–5    | 342  | 517  | 66.2 | 4,321 | 8.4  | 38   | 7    | 157.9 | 184  | 698   | 3.8  | 7    |      |
| 2023     | 12   | 12   | 8-4    | 269  | 425  | 63.3 | 3,608 | 8.5  | 24   | 9    | 149.0 | 112  | 449   | 4.0  | 9    |      |
| 通算     | 30   | 26   | 17–9   | 618  | 952  | 64.9 | 8,018 | 8.4  | 63   | 16   | 154.1 | 302  | 1,209 | 4.0  | 16   |      |

### ニューイングランド・ペイトリオッツ
2024年のNFLドラフト1巡全体3位でニューイングランド・ペイトリオッツに指名されて入団した。
2024年シーズンはジャコビー・ブリセットの控えとしてシーズン開幕を迎えた。第3週の第4Qに初出場した。チームが1勝4敗となった後、10月8日に先発QBに昇格した。ヒューストン・テキサンズ戦でパス33回中20回成功、3タッチダウン、2インターセプト、試合は21-41で敗れたもののブリセットが先発5試合であげたタッチダウン数を上回った。第8週のニューヨーク・ジェッツ戦でタッチダウンランをあげた後、頭部を負傷し脳震盪を起こした。プロ入り後最初にあげた10のパッシングTDが全員異なるレシーバーとなったが、この記録はスティーブ・ラムジーが1971年から1973年に記録して以来のものである。シーズン終了後、怪我のため欠場するラマー・ジャクソンの代理としてプロボウルに選出された。

## 家族
父のマークもノースカロライナ大学でアメリカンフットボールをプレーしていた。長兄のルークはノースカロライナ大学出身のバスケットボール選手で、2017年にNCAAトーナメントで優勝した。2024年現在はB.LEAGUEの名古屋ダイヤモンドドルフィンズに所属している。次兄コールはフロリダ大学出身の野球選手で、2017年にメンズ・カレッジ・ワールドシリーズで優勝した。末兄ボーはバスケットボール選手で、現在はノースカロライナ大学でプレーしている。